# Avinguda d'Aragó (Olot)
L'Avinguda d'Aragó és un vial a la ciutat d'Olot protegit com a bé cultural d'interès local. Forma part de l'ordenació de l'eixample Malagrida i és l'únic vial amb passeig central que enllaçava el sector de l'Hemisferi espanyol amb el parc de les Mòres, amb un pont que no s'ha construït mai. Aquesta filera d'arbres per millorar les condicions del passeig són d'inspiració francesa i tenen els models més reeixits en les promenades i boulevards. La seva singularitat ve definida per les fileres d'arbres en línia recta, que s'ha repetit per tota la geografia urbana del país i què en la mateixa ciutat d'Olot, en trobem altes exemplars rellevants.